# Næringsbrev
Næringsbrev er et dokument, der giver tilladelse til at drive næring, dvs. erhvervsmæssig virksomhed, indenfor en nærmere bestemt branche. Brevet er en forudsætning for at kunne drive fødevarebutikker, fødevareengrosvirksomheder, hoteller og restauranter. Næringsbrevet indeholder også betingelserne for at udøve virksomheden. Hvis disse ikke længere opfyldes, eller hvis den erhvervsdrivende har stor gæld til det offentlige, kan næringsbrevet inddrages.
For at kunne få næringsbrev skal man være myndig og have adresse i Danmark. Næringsbrevet udstedes af Erhvervs- og Selskabsstyrelsen via et ansøgningsskema på Virk.dk.
Ordningen ophørte den 1. januar 2015, således er der ikke længere krav om, at en restaurations- eller fødevarevirksomhed skal have næringsbrev.